# Tieflader

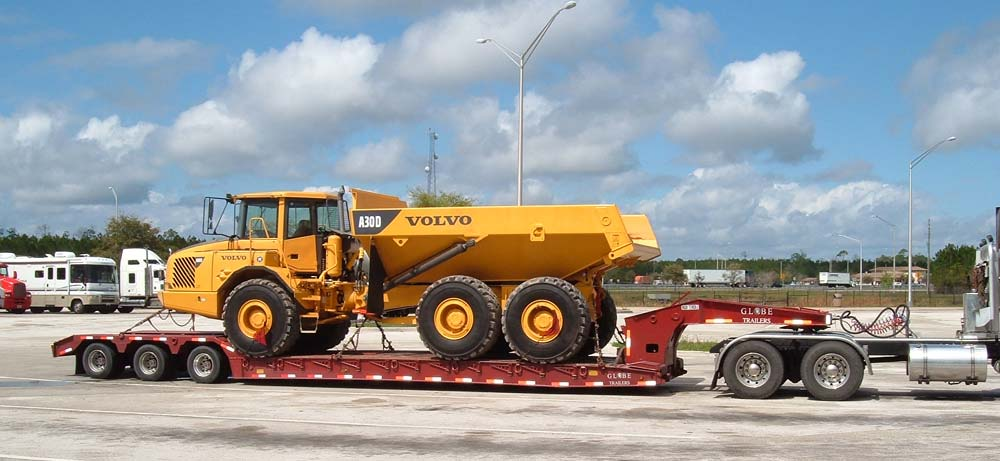
Ein Tieflader, beladen mit einem Muldenkipper

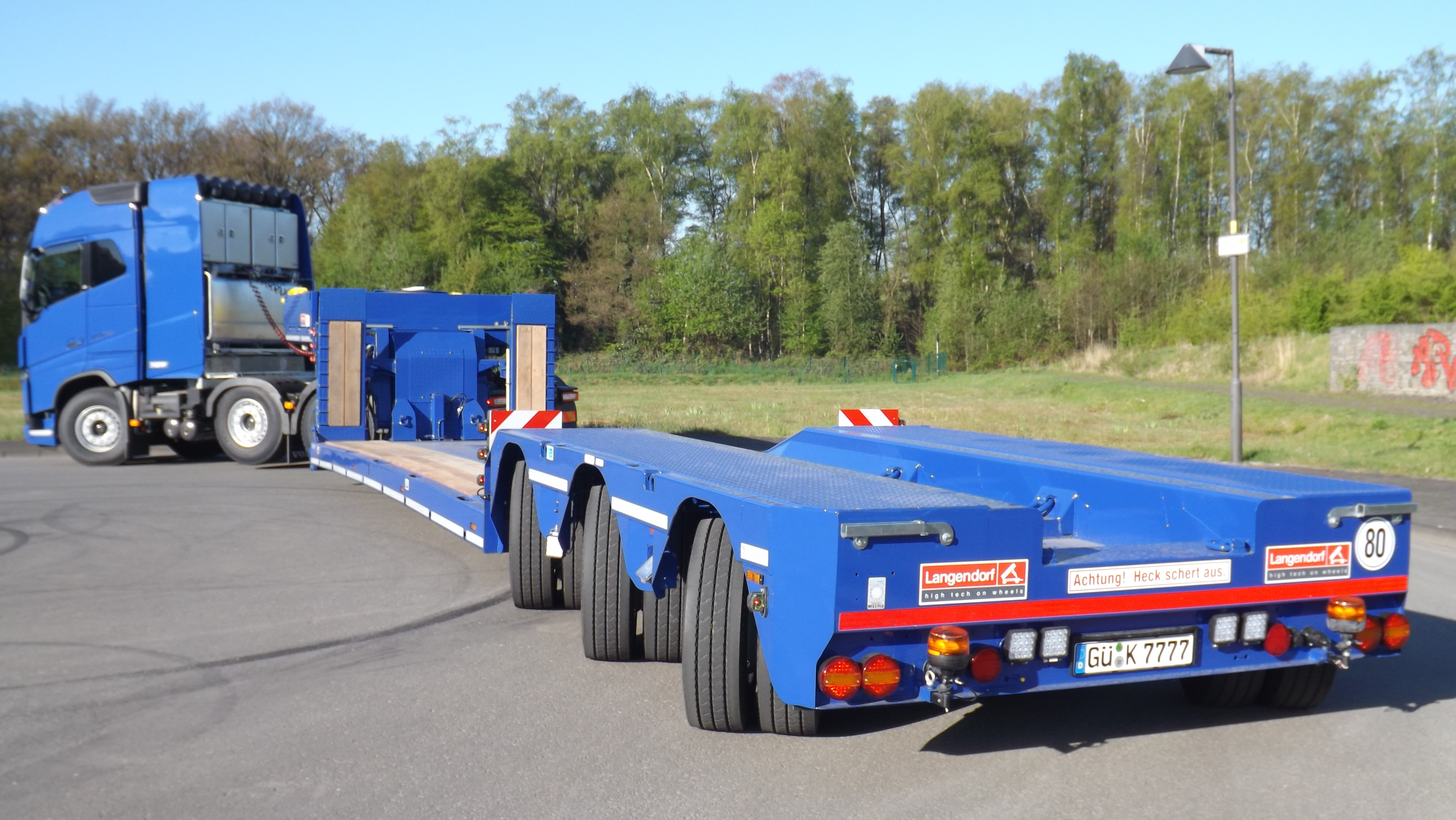
Sattel-Tieflader von Langendorf mit Lenkachsen

Ein Tieflader ist ein besonderer Transportwagen, meist als Anhänger von Lastkraftwagen und Zugmaschinen, der vorwiegend zum Transport schwerer oder sperriger Lasten eingesetzt wird, welche nur eine möglichst niedrige Gesamthöhe einnehmen sollen. Die Benennung kommt von der besonders tief liegenden Ladefläche, welche sich – im Gegensatz zum Hochlader – üblicherweise unterhalb der Fahrachsen befindet. Dadurch können auch mit hohen Lasten noch Unterführungen und niedrige Brücken bzw. Tunnel durch- sowie (niedrige) Stromleitungen und Ähnliches unterfahren werden und Fahrzeuge einfacher auf einen Anhänger verladen werden, da die Auffahrrampe kürzer und/oder flacher gehalten werden kann. Außerdem führt dies zu einem niedrigeren Schwerpunkt, was die Fahrstabilität erhöht und die Gefahr des Umkippens verringert.
Bei hoher Transportgeschwindigkeit ist relevant, dass die Windangriffsfläche für Fahrtwind und der Hebel für Seitenwind geringer sind.

## Ausführungen
- Deichselanhänger (mit Achsen vorne und hinten) und Sattelauflieger für Sattelzugmaschinen

Typische Verwendung: Transport von Baumaschinen, Traktoren und Panzern, Schwertransporte, Fahrgeschäften
- Pkw-Anhänger

Typische Verwendung: Transport von kleinen Baumaschinen (z. B. Minibagger) im Garten- und Landschaftsbau
- Überfahrtieflader

Bei einem Überfahrtieflader (auch Semi-Tieflader genannt) sind die Räder unterhalb der Ladefläche angebracht, wodurch besonders Baugeräte leichter zu transportieren sind, da die gesamte Breite ausgenutzt werden kann.
- Zwischenfahrtieflader

Bei einem Zwischenfahrtieflader ist die Ladefläche zwischen den Rädern angebracht, wodurch sehr hohe Objekte transportiert werden können.
- Einachsiger Tieflader

Einachsige Tieflader verfügen nur über eine Achse und sind somit nur in der Lage kleinere Objekte zu bewegen, wie zum Beispiel Gartenmaschinen. Die Oberkanten der Radkästen können über die Ladefläche hochstehen, wenn das Ladegut zwischen seinen Radachsen entsprechende Bodenfreiheit aufweist.
- Tandem-Tieflader

Tandem-Tieflader verfügen über eine Doppelachse, die den Vorteil hat, dass sie in der Lage ist, schwere Objekte zu transportieren und trotzdem die Kurvenfähigkeit wie Einachser zu behalten.